# Citroën B12
Pour les articles homonymes, voir B12.
La Citroën B12 est une automobile fabriquée par Citroën d'octobre 1925 à janvier 1927.
La Citroën B12 concurrence la Peugeot 177 et la Renault KZ.

## Historique
La B12 remplace la Citroën B2, dont un des principaux défauts était l'absence de freins sur les roues avant.
Deux motorisations de 1,5 litre existaient avec des puissances de 20 à 22 ch.
La B12 a été produite à 38 381 exemplaires[réf. souhaitée]. Elle fut commandée en grandes quantités par les Armées françaises.
Plusieurs types de carrosseries étaient disponibles : torpédo, conduite intérieure (la plus courante), cabriolet, torpédo commercial et Normande, Boulangère.

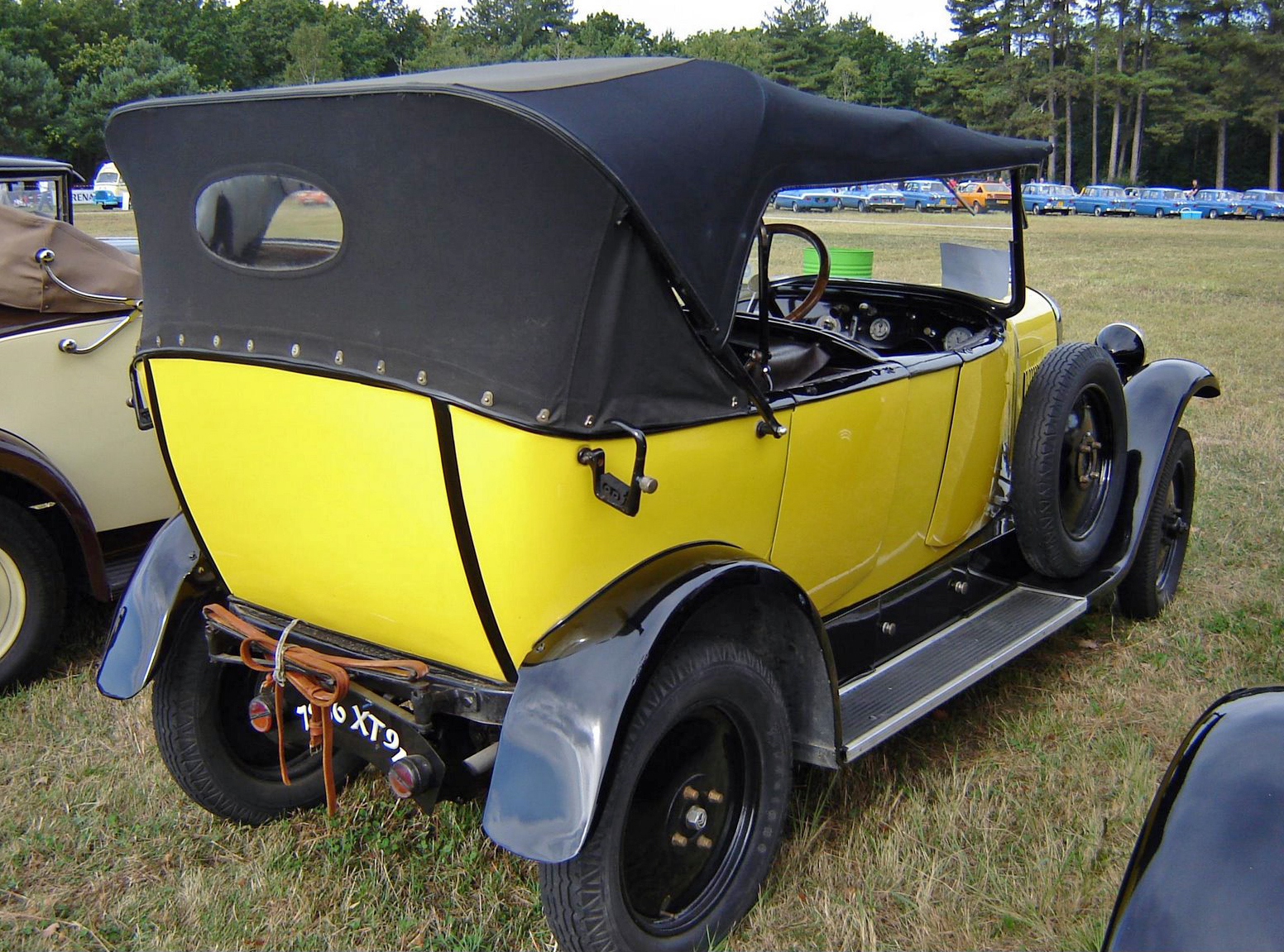
Vue de 3/4 arrière droit.
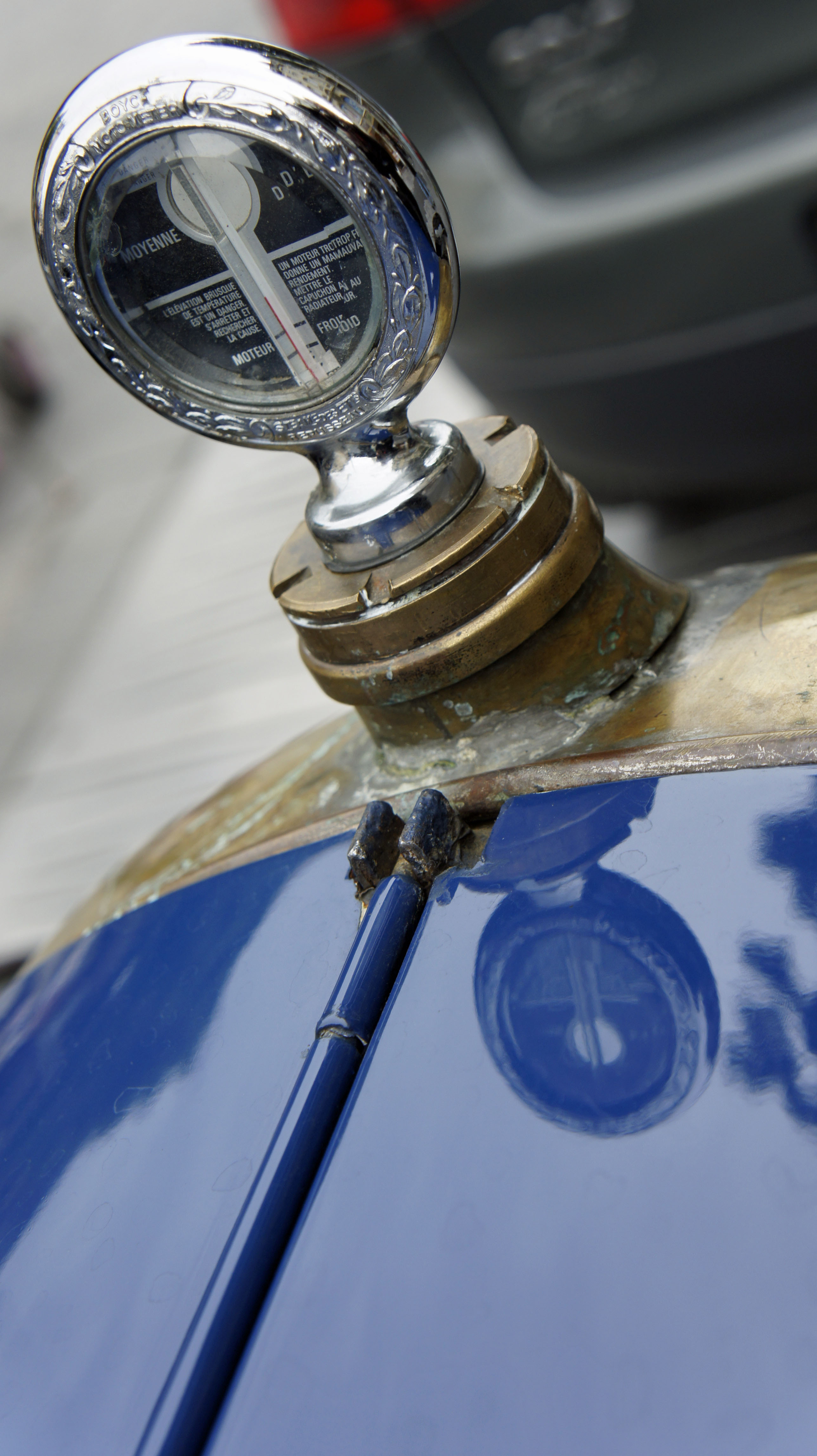
Le thermomètre sur le bouchon de radiateur.
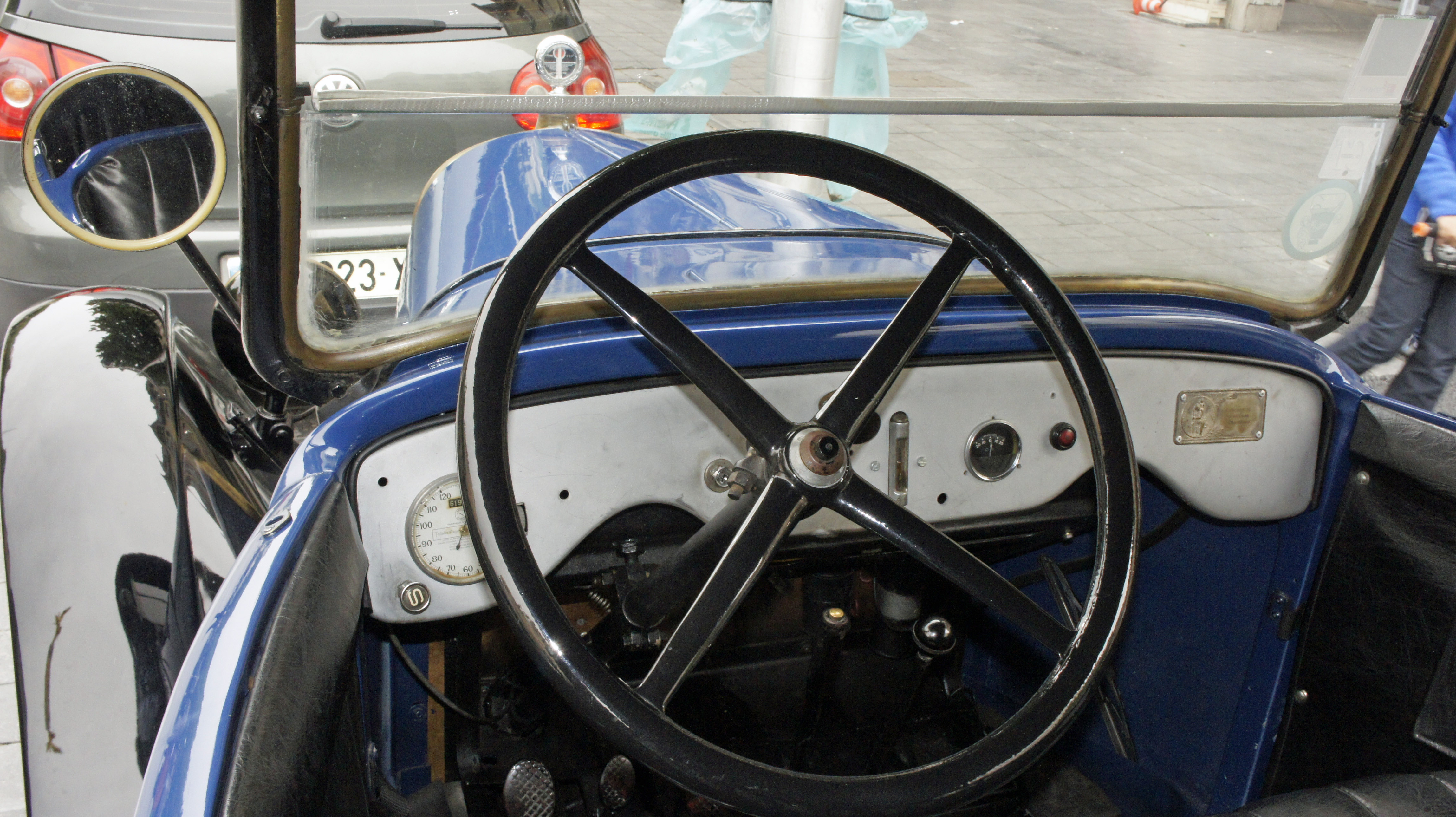
Le poste de conduite et tableau de bord.
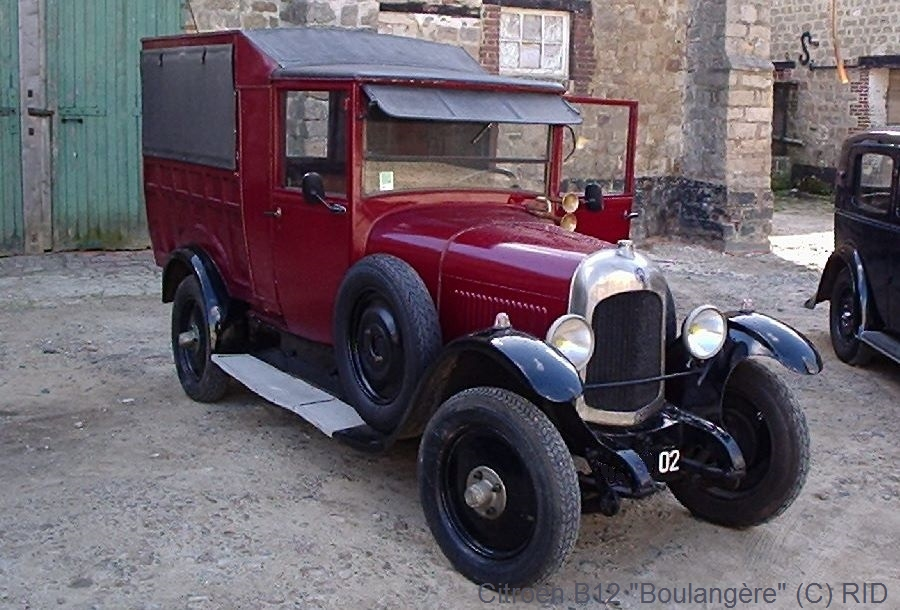
La « Boulangère » camionnette vue de 3/4 AV droit.
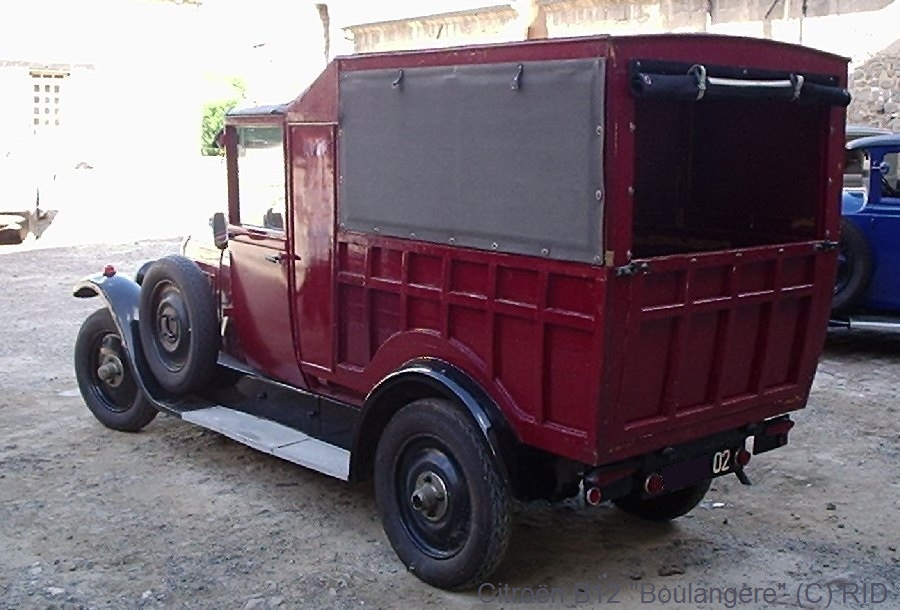
La « Boulangère » vue de 3/4 AR gauche.

## Classement dans le système fiscal et assurantiel français
La voiture, comme ses trois prédécesseures, était classé à l'époque en 10 CV.